# Martin Lauer
Martin Lauer (Colonia, 2 gennaio 1937 – Lauf an der Pegnitz, 6 ottobre 2019) è stato un ostacolista, multiplista e velocista tedesco, primatista mondiale dei 110 metri ostacoli e medaglia d'oro alle Olimpiadi di Roma 1960 nella staffetta 4×100 metri.

## Biografia
Atleta polivalente, nel 1956 fu campione nazionale nel decathlon e nei 110 m ostacoli; in quest'ultima specialità si confermò campione nazionale fino al 1960.
Ai Giochi Olimpici di Melbourne 1956 Lauer prese parte a entrambe le gare, finendo quarto nei 110 ostacoli e quinto nel decathlon. Nel 1958 vinse il campionato europeo sui 110 ostacoli e nello stesso anno contribuì a migliorare il record mondiale con la staffetta 4×100, con il tempo di 39"5. Nel 1959 Lauer migliorò anche il record mondiale sui 110 ostacoli correndo in 13"2, tempo che sarebbe stato migliorato solo nel 1975 dal francese Guy Drut. Al termine della stagione fu nominato "atleta dell'anno" dalla rivista Track & Field News che proprio quell'anno aveva introdotto il prestigioso riconoscimento.
Alle Olimpiadi di Roma 1960 fu nuovamente quarto sui 110 ostacoli, anche questa volta, come quattro anni prima, alle spalle di tre atleti statunitensi, ma si prese la rivincita nella staffetta 4×100 dove conquistò l'oro insieme a Bernd Cullman, Walter Malhlendorf e Armin Hary, grazie alla squalifica del quartetto statunitense per un cambio irregolare.
Dopo le Olimpiadi Lauer fu costretto al ritiro dall'attività agonistica a causa di una setticemia.

## Palmarès
| Anno | Manifestazione  | Sede      | Evento            | Risultato | Prestazione | Note            |
| ---- | --------------- | --------- | ----------------- | --------- | ----------- | --------------- |
| 1958 | Europei         | Stoccolma | 110 m ostacoli    | Oro       | 13"7        |                 |
| 1960 | Giochi olimpici | Roma      | Staffetta 4×100 m | Oro       | 39"5        | Record mondiale |

## Altre competizioni internazionali
1959
- Oro al Weltklasse Zürich ( Zurigo), 200 m hs - 22"5
- Oro al Weltklasse Zürich ( Zurigo), 110 m hs - 13"2